# NVIDIA TAO
NVIDIA TAO是NVIDIA于2021年4月发布的一个基于GUI的框架。

## 简介
TAO全称是Train Adapt optimiise，NVIDIA TAO可以在保护数据隐私的情况下对NVIDIA的预训练模型进行调整和适配。

## 功能
迁移学习工具包TLT(Transfer Learning Toolkit)，基于python的AI工具包，为AI提供标注功能。
联邦学习，允许多台机器安全协作，训练共享模型，提高模型准确性。在保护数据隐私的同时交换模型组件。

## 发展
2021年6月，英伟达公开了TAO Transfer Learning Toolkit (TLT) 3.0 。